# Judo na Igrzyskach Ameryki Południowej 2022
Turniej judo na Igrzyskach Ameryki Południowej 2022 odbył się w dniach 11–13 października 2022 roku. Rywalizacja miała miejsce w – SND Arena Pabellón 3 w Asunción w czternastu konkurencjach.

## Klasyfikacja medalowa
Gospodarz zawodów został zaznaczony kolorem.
| Miejsce | Państwo   |    |    |    | Razem |
| ------- | --------- | -- | -- | -- | ----- |
| 1       | Brazylia  | 6  | 3  | 4  | 13    |
| 2       | Ekwador   | 3  | 0  | 3  | 6     |
| 3       | Wenezuela | 2  | 5  | 4  | 11    |
| 4       | Peru      | 2  | 2  | 1  | 5     |
| 5       | Chile     | 1  | 2  | 2  | 5     |
| 6       | Argentyna | 1  | 1  | 8  | 10    |
| 7       | Kolumbia  | 0  | 2  | 5  | 7     |
| 8       | Urugwaj   | 0  | 0  | 2  | 2     |
| 9       | Paragwaj  | 0  | 0  | 1  | 1     |
| Razem   | Razem     | 15 | 15 | 30 | 60    |

## Medaliści

### Mężczyźni
| Konkurencja: | Złoto:              | Srebro:           | Brąz:                            |
| −60kg        | Juan Ayala          | Iván Salas        | Michel Augusto John Futtinico    |
| −66kg        | Ronald Lima         | Willis García     | Lenin Preciado Rodrigo Jara      |
| −73kg        | Alonso Wong         | Jonas Ribeiro     | Sergio Mattey Arkangel Barboza   |
| −81kg        | Agustin Nicolas Gil | Jorge Pérez       | Kauan dos Santos Franklin Gamou  |
| −90kg        | Yuta Galarreta      | Mariano Coto      | Mikael Aprahamian Wilgner Mendes |
| −100kg       | Gabriel Arévalo     | Antonio Rodríguez | Daryl Yamamoto Thomas Briceño    |
| Ponad 100kg  | Freddy Figueroa     | Luis Amezquita    | Francisco Solís Joaquin Alejo    |

### Kobiety
| Konkurencja:    | Złoto: | Srebro: | Brąz: |
| −48kg           | Mary Dee Vargas | Erika Lasso | María Giménez Gabriela Narváez |
| −52kg           | Thayná Lemos | Judith González | Fabiola Díaz Agustina Lahiton |
| −57kg           | Gabrielle Gonzaga | Marian Flores | Astrid Gavidia Brisa Candela |
| −63kg           | Anriquelis Barrios | Cindy Mera | Gabriella Moraes Agustina de Lucía |
| −70kg           | Celinda Corozo | Millena Silva | Luisa Bonilla Lucia Cantero |
| −78kg           | Elvismar Rodríguez | Beatriz Freitas | Vanessa Chalá Brenda Olaya |
| Ponad 78kg      | Giovanna dos Santos | Amarantha Urdaneta | Brigitte Carabalí Amanda Bredeston |
| Drużynowo mikst | Brazylia · Alexia Nascimento · Beatriz Freitas · Gabriel Arévalo · Gabriella Moraes · Gabrielle Gonzaga · Giovanna dos Santos · Guilherme Cabral · Jonas Ribeiro · Kauan dos Santos · Michel Augusto · Millena Silva · Ronald Lima · Thayná Lemos · Wilgner Mendes | Peru · Camila Figueroa · Daryl Yamamoto · Dilmer Calle · Alonso Wong · Javier Saavedra Bobadilla · Juan Postigos · Marian Flores · Yuta Galarreta · Thalia Gamarra · Xsara Morales | Wenezuela · Amarantha Urdaneta · Anriquelis Barrios · Antonio Rodríguez · Carlos Paez Mendoza · Elvismar Rodríguez · Fabiola Díaz · Iván Salas · Jonheluis Patete · Kady Cabezo · Luis Amezquita · María Giménez · Sergio Mattey · Willis García · Argentyna · Agustin Nicolas Gil · Agustina Lahiton · Agustina de Lucía · Amanda Bredeston · Anahi Galeano · Brisa Candela · Ingrid Perafán · Ivo Dargoltz · Joaquin Alejo · Lucia Cantero · Mariano Coto · Rodrigo Jara |